# Eugenio De Signoribus
Eugenio De Signoribus (Cupra Marittima, 11 marzo 1947) è un poeta italiano.
Già redattore della rivista "Marka", ha diretto dal 1992 al 1996 "Hortus.Rivista di arte e poesia", e ha fondato nel 1998 "Istmi",  che cura insieme con Enrico Capodaglio e Feliciano Paoli. Dal 1997 cura altresì, in qualità di direttore letterario, i Quaderni della Luna, periodico di letteratura e arte incisoria, stampato presso la Tipografia Grafiche Fioroni di Casette d'Ete dall'Associazione Culturale La Luna, di cui è stato uno dei fondatori insieme all'artista incisore fermano Sandro Pazzi.
Riconoscimenti: Premio Montale (per Case perdute e per Istmi e chiuse), Premio Cittadella (per Altre educazioni), Premio Lerici-Golfo dei poeti e Franco Matacotta (per Istmi e chiuse), Premio Biella e Lerici-Pea (per Principio del giorno), i Premi Dino Campana, Frascati e Carducci (per Ronda dei conversi), il Premio Viareggio (per Poesie 1976-2007), i Premi Dessì e Brancati-Zafferana (per Trinità dell'esodo), il Premio Speciale Camaiore 2023 e il Premio alla Carriera Pontedilegno 2023.

## Pubblicazioni

### Poesia
- Se (Edizioni Canova, Treviso 1971)
- Case perdute (Marka, Ascoli Piceno, 1986 - Nuova ed. Il lavoro editoriale, Ancona-Bologna, 1989)
- Altre educazioni (Crocetti, Milano, 1991)
- Istmi e chiuse (Marsilio, Padova, 1996)
- Principio del giorno (Garzanti, Milano, 2000)
- Ronda dei conversi (Garzanti, Milano, 2005)
- Feritoie (Quaderni di Orfeo, 2007)
- Poesie. (1976 - 2007) (Garzanti, Milano, 2008, raccoglie i libri già pubblicati e una sezione di inediti, intitolata Soste ai margini)
- Trinità dell'esodo (Garzanti, Milano, 2011)
- Stazioni 1994-2017 (Manni, San Cesario di Lecce, 2018)
- L'uscita (sogno, incubo, doppio sogno) / A saìda (sonho, pesadelo, duplo sonho) // 2020-2021, a cura di Patricia Peterle, Stefano Verdino, Lucia Wataghin (Il Canneto editore, Genova, 2022).
- Nel villaggio oscuro (Manni, San Cesario di Lecce, 2023)

### Percorsi tra poesia e prosa
- Segni verso uno (Grafiche Fioroni, Casette d'Ete, 1998)
- Memoria del chiuso mondo (Quodlibet, Macerata, 2002)
- Nessun luogo è elementare (Alberto Tallone Editore, Alpignano, 2010)
- Veglie genovesi (Il Canneto Editore, Genova, 2013)
- Aucun lieu n'est élémentaire,Cahiers de l'Hôtel de Galliffet, Paris, 2017 (con la prefazione e la traduzione di Martin Rueff, riprende, rivisti e con numerose aggiunte, i testi compresi in Nessun luogo è elementare)
- L'altra passione. Giuda: il tradimento necessario? (Interlinea edizioni, Novara, 2020)
- Un manoscritto domestico (Portatori d'acqua, Pesaro, 2022)

### Libri tradotti in altre lingue
- Principio del giorno, Au commencement du jour, tr. francese di Thierry Gillyboeuf, pref. di Martin Rueff, Editions de la Nerthe, 2011
- Ronda dei conversi, Ronde des convers,  tr. francese di Martin Rueff, pref. di Yves Bonnefoy, Legrasse, Verdier, 2007;    De Omvändas rond, trad. svedese di Julian Birbrajer, premessa di Kjell Espmark, Stockholm, Italienska Kulturinstitutet, 2011
- Case perdute, Maisons perdues, tr. francese e intr. di André Ughetto, Atelier La Feugraie, Paris, 2014. Quattro prose intitolate Corpi senza nome sono apparse in Francia nel n. 145-46 di "Po&sie" nella traduzione di Martin Rueff (Corps sans nom).
- È in attesa di pubblicazione la traduzione inglese di Trinità dell'esodo; sette poesie del libro, nella traduzione di Richard Dixon, sono apparse in "Nuovi argomenti", agosto 2013; altre sette in "The journal of italian translation" (U.S.A.), vol. VIII n. 2, fall 2013; dieci, raccolte sotto il titolo By the inner roads in "Almost Island", winter 2014.
- Antologia poetica (1989 - 2005) a cura di Emilio Coco, Molinos de Viento, Ediciones Fosforo, Ciudad de Mexico 2008; altre traduzioni in spagnolo, a cura sempre di E. Coco, nelle antologie Fior da fiore, Los cuadernos de Sandua, Caja sur publicaciones, Cordoba 2000; El fuego y las brasas , Celeste Sial, Madrid 2001; nella rivista Salina. Revista de llettras, n. 19, nov. 2008; in "La Otra", vol I, oct.-dec. 2002. Sette poesie tradotte da Barbara Bertoni e Pedro Serrano nell'antologia on line Poetas del siglo XXI, a cura di Fernando Sabido Sanchez.
- Nehum corpo é elementar, traduçao Patricia Peterle, 7 Letras, Rio de Janeiro 2021 (traduzione, con aggiunte e modifiche, di Nessun corpo è elementare).
- L'uscita (sogno, incubo, doppio sogno) / A saìda (sonho, pesadelo, duplo sonho) // 2020-2021, a cura di Patricia Peterle, Stefano Verdino, Lucia Wataghin (Il Canneto editore, Genova, 2022).
- Varie poesie sono pubblicate in riviste e antologie inglesi, americane, spagnole, francesi, svedesi, messicane, portoghesi e di altre lingue.

### Collaborazioni con artisti e libri d'arte
- Contrarie con Giosetta Fioroni, Ge Arte, 2000
- Filastrozza del pellegrino con una acquaforte di Pietro Paolo Tarasco, Arte Club, Pesaro, 2000
- Racconto dell'avamposto con Ruggero Savinio, Associazione culturale autori contemporanei, 2004
- Versi agli amici , per gli amici incisori della Associazione culturale La Luna, Scuola del libro, Urbino, 2006
- L'acqua domestica  con Nino Ricci, Cento amici del libro, Milano, 2007
- Tracce d'oracoli terrestri  con Enrico Ricci, Stamperia Albicocco, Udine, 2009
- Finestre d'interne stanze  con Sandro Pazzi, Edizioni La luna, Fermo, 2011